# KBG
KBG는 대한민국의 실리콘 소재 정밀화학 기업이다. 본사는 충청남도 천안시 동남구 성남면 대흥신덕길 84-19에 위치해 있다. 대표이사는 부삼열이다.

## 역사
2001년 3월 한국바이오젠 주식회사로 설립되었다가  2022년 3월 현재의 상호로 변경했다.

## 같이 보기
- 실리콘

## 참고 문헌
1. ↑  KBG, 지난해 영업익 45억…전년비 10%↑·주당 100원 현금배당, 헤럴드경제, 2024.01.23
2. ↑  도혜민, 실리콘 소재 분야의 차세대 리더, KBG 부삼열 대표 - 매일경제, 2023-11-09
3. ↑  中 흑연'에 웃고 운 KBG, 실리콘 음극재로 반등할까, 더벨, 2023-10-24